# راکل پنیا
راکل پنیا (انگلیسی: Raquel Peña؛ زادهٔ ۲۰ دسامبر ۱۹۸۸) بازیکن فوتبال اهل اسپانیا است.
از باشگاه‌هایی که در آن بازی کرده‌است می‌توان به باشگاه فوتبال زنان اتلتیکو مادرید اشاره کرد.
وی همچنین در تیم ملی فوتبال زنان اسپانیا بازی کرده‌است.